# Southampton

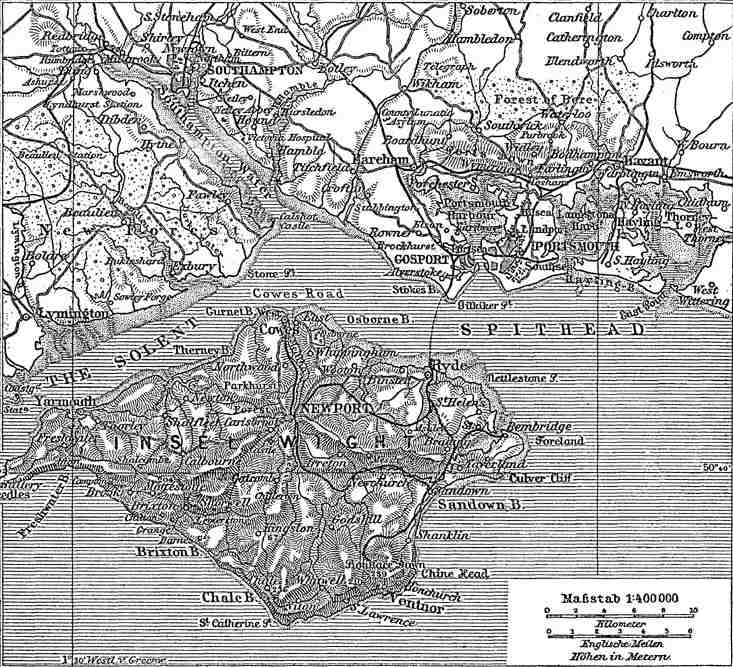
Historische Karte (um 1888)

Southampton [saʊθˈæmptən] ist eine bedeutende Hafenstadt im Vereinigten Königreich Großbritannien und Nordirland an der Südküste Englands im County Hampshire. Sie liegt am Southampton Water, der Flussmündung des Test und des Itchen in den Ärmelkanal. Die Stadt hat 252.872 Einwohner. Sie ist als Metropolregion mit anderen Orten rund um den Solent locker zur Southampton Urban Area (856.000 Einwohner) zusammengeschlossen.

## Geschichte
Die Stadt wurde um das Jahr 70 n. Chr. unter dem Namen Clausentum von den Römern gegründet. Die Siedlung hatte eine vorwiegend strategische Bedeutung als Hafen für die damals bereits bedeutenden Städte Salisbury und Winchester. Größere Bedeutung erlangte die Stadt nach der normannischen Invasion 1066. Damals hieß sie „Hamwic“. Das nahe gelegene Winchester wurde zur Hauptstadt Englands und Southampton zum wichtigsten Handelshafen. Mit Beginn der britischen Expansion in Asien und Nordamerika verlor der Hafen seine herausragende Stellung an Städte wie Liverpool.
Siehe auch: Seekrieg auf dem Ärmelkanal 1338–1340.
Der Aufschwung kam in der Mitte des 19. Jahrhunderts, als sich mehrere Werften in Southampton ansiedelten. Der Schiffbau wurde zur wichtigsten Industrie und der Hafen expandierte durch den verstärkten Handelsverkehr auf dem Nordatlantik. 1907 verlegte die White Star Line ihre Zentrale nach Southampton, 1919 folgte Cunard.
Bis zum Zweiten Weltkrieg entstanden ein Flughafen und mehrere Fabriken. Unter anderem wurden die ersten Spitfire-Flugzeuge im Stadtteil Woolston entwickelt und gebaut. Während des Krieges wurde die historische Altstadt im Rahmen der Luftschlacht um England durch deutsche Bomben- und V1-Angriffe zerstört. Nach dem Krieg wurde die Stadt modern wieder aufgebaut und stetig erweitert. Mit dem steigenden Flugverkehr sank die Zahl der Schiffsreisenden und man konzentrierte sich auf Kreuzfahrten und den Güterverkehr. Ab den 1990er Jahren nahm zusätzlich der Tourismus stark zu, auch aufgrund der Nähe zum beliebten Urlaubsgebiet New Forest.
Southampton war unter anderem einer der Austragungsorte der Cricket World Cups 1983, 1999 und 2019.
In Southampton wurde die erste Trink- und Badekur am und im Meer der Neuzeit dokumentiert. 1748 schickte der Arzt Richard Frewin einen jungen Patienten zu einer Kur nach Southampton. Ab dem 17. November tauchte der Kranke täglich in die Wellen ein. Der Zustand besserte sich zusehends, der Patient setzte die Behandlung bis zum 8. Februar 1749 fort und kehrte vollständig genesen nach Hause zurück.

## Hafen und Schifffahrt

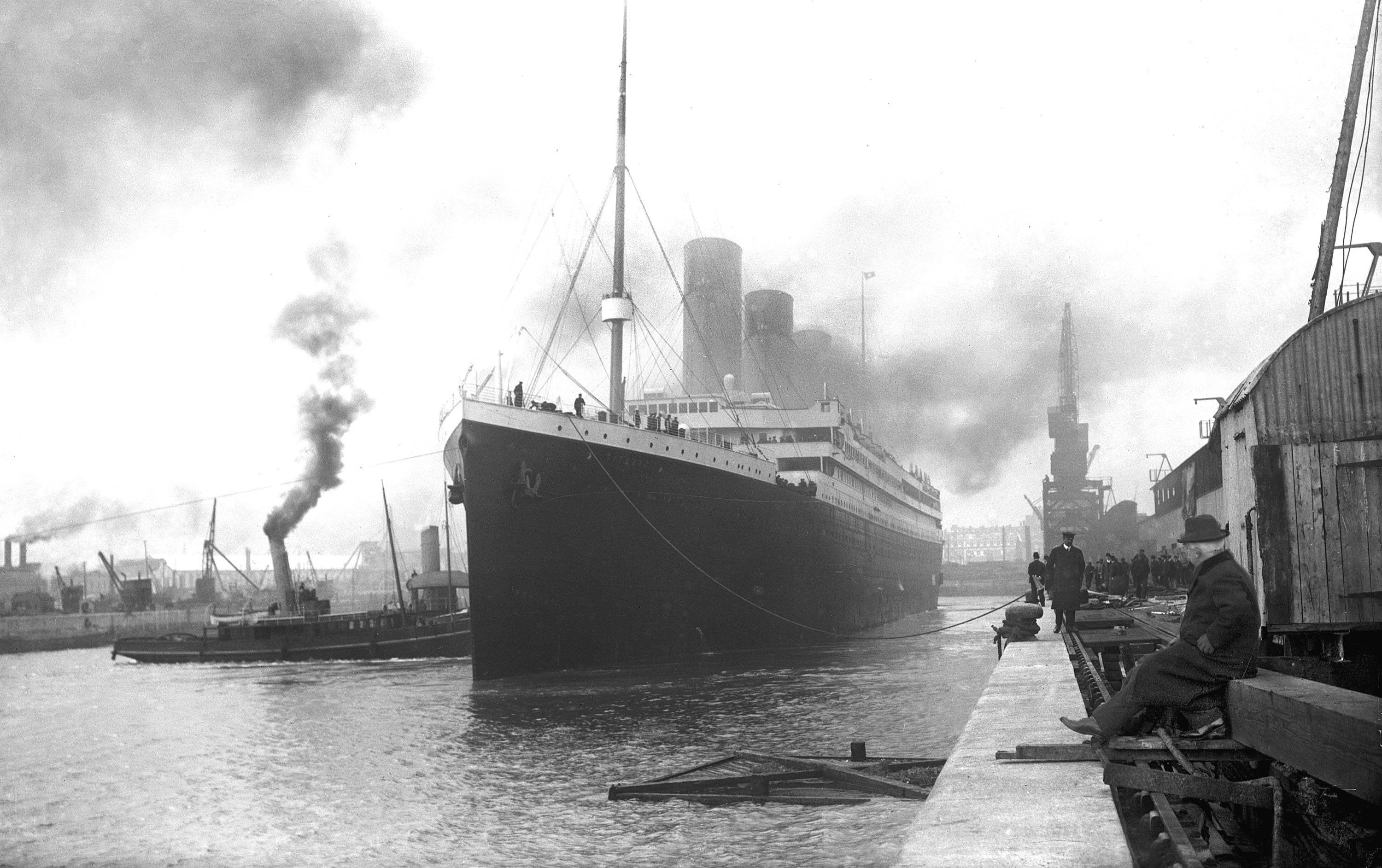
Die Titanic im Hafen von Southampton am 10. April 1912

Der Hafen (engl. Port of Southampton) ist traditionell das wirtschaftliche und kulturelle Zentrum der Stadt. Bekannt wurde er zum Beispiel als Starthafen der Titanic 1912. Southampton ist ein wichtiger europäischer Ausgangspunkt für Kreuzfahrten, mit mehr als 200 Anläufen von Kreuzfahrtschiffen pro Jahr. Die Schiffe der Reederei Cunard Line sind hier beheimatet, offiziell allerdings seit 2011 in Hamilton (Bermuda) registriert.
Seit den 1970er Jahren verzeichnet der Hafen stetige Zuwächse im Güterverkehr und gehört zu den wichtigsten Häfen Großbritanniens. Der Containerterminal 'SCT 5' wurde im März 2014 eröffnet und ist nach Felixstowe der zweitwichtigste Englands mit über 1,5 Mio. TEU Jahresumschlag (Stand 2014). Der Betreiber des Container-Terminals ist nun allein DP World, nachdem es die letzten Anteile an diesem Terminal von Associated British Ports übernommen hatte, die seit 1982 Betreiber des Hafens von Southampton sind.
Große Bedeutung hat der Ölumschlag. Die Ölkonzerne BP und ExxonMobil bauten zwei Ölraffinerien am Southampton Water. Die ExxonMobil-Raffinerie in Fawley ist die größte Großbritanniens.
Die Seeschifffahrtsverwaltung Maritime & Coastguard Agency (MCA), eine ausführende Behörde im Geschäftsbereich des britischen Verkehrsministeriums, hat ihren Hauptsitz in Southampton.
Zu ihr gehört auch die Küstenwache (His Majesty’s Coastguard).

## Demographie
Im Jahr 2016 zählte Southampton schätzungsweise 254.275 Einwohner. Bei der Volkszählung im Jahre 2011 wurden in der Stadt 119.500 Männer und 117.400 Frauen gezählt.

## Wirtschaft

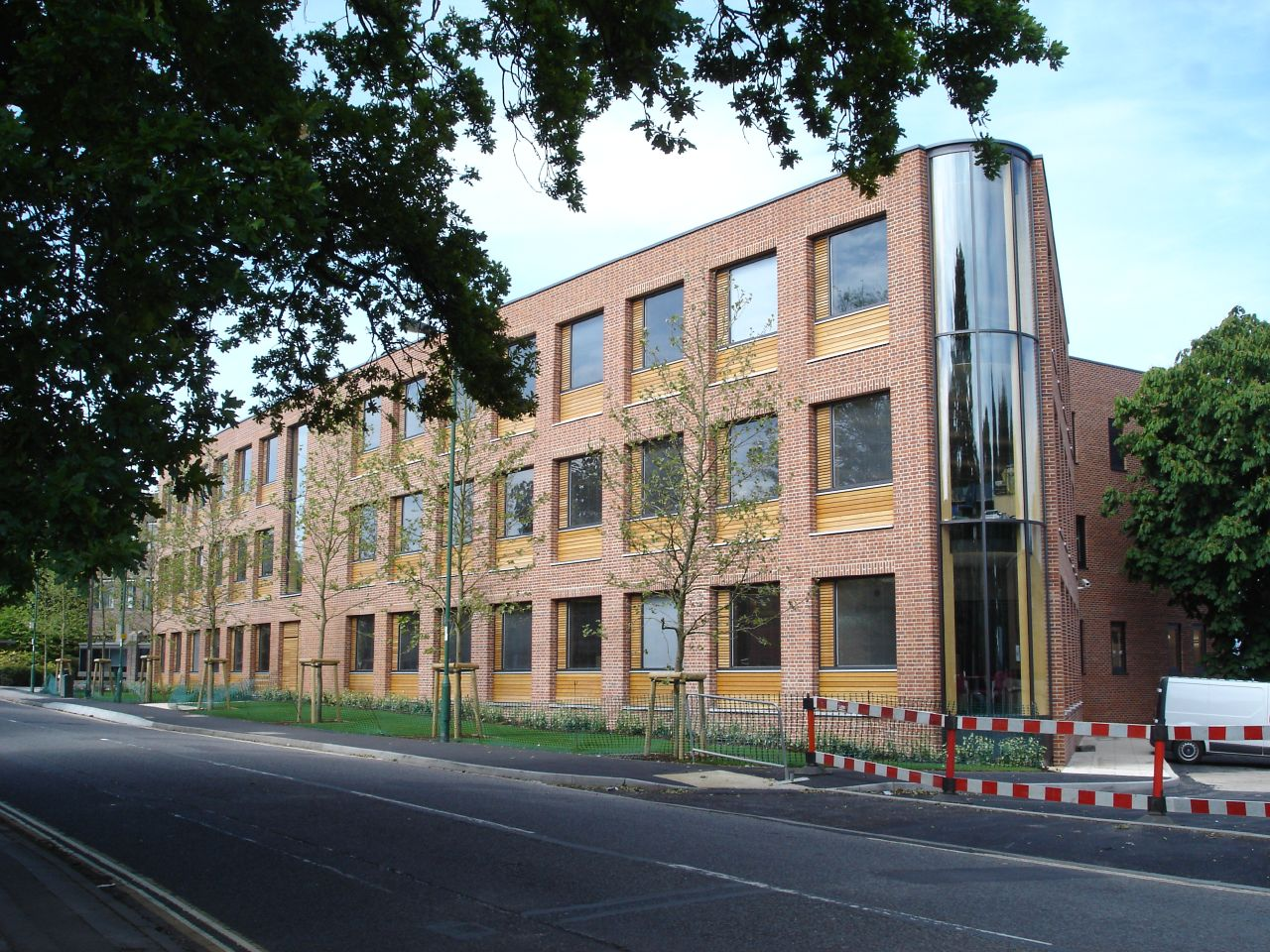
Das George Thomas Gebäude der University of Southampton

Im März 2007 gab es 120.305 Arbeitsplätze in Southampton. Über ein Viertel der Arbeitsplätze in der Stadt liegen im Gesundheits- und Bildungssektor.

## Politik

### Stadtrat
- Greens: 1
- Labour: 35
- LibDem: 5
- Cons.: 10
- Unabh.: 0
- Sonst.: 0

Nächste Wahl: 7. Mai 2026

## Sehenswürdigkeiten
- Museum of Archaeology im God’s House Tower, einem Wehrturm aus dem 15. Jahrhundert mit Exponaten aus der römischen Vergangenheit und Stadtmodellen des Mittelalters

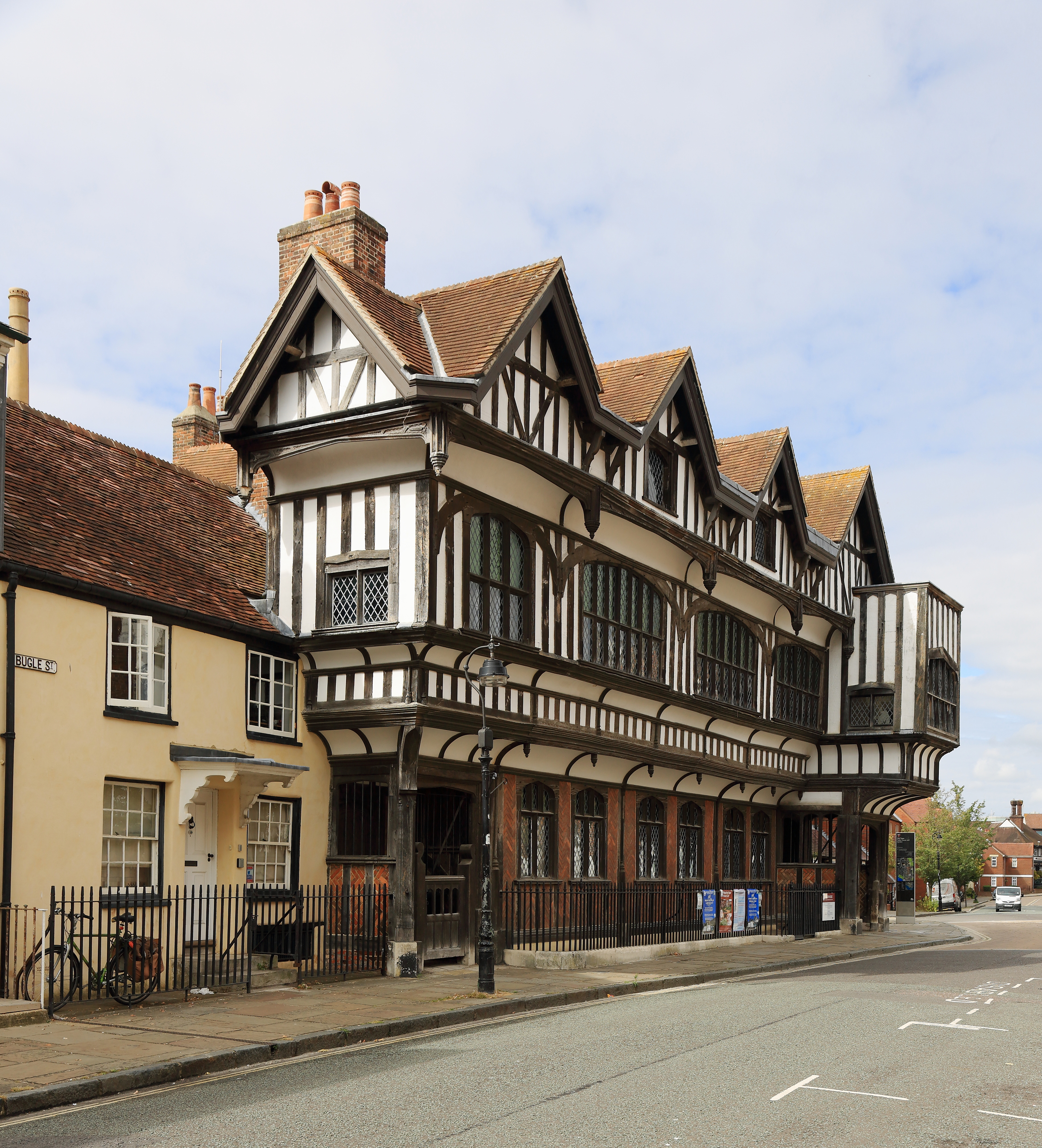
Das Tudor House Museum

- Tudor House Museum in einem Fachwerkhaus von 1495; die Museumsräume sind in Stilrichtungen des 16.–19. Jahrhunderts eingerichtet. Das Leben einer Familie in viktorianischer Zeit wird nachgestellt.
- Medieval Merchants House, ein Kaufmannshaus aus dem Jahr 1290; dargestellt wird das Alltagsleben einer wohlhabenden Kaufmannsfamilie im Spätmittelalter.
- SeaCity Museum (Havelock Road, Southampton, Hampshire, SO14 7FY), mit verschiedenen Ausstellungen, hier ist unter anderem auch eine dauerhafte Titanic-Ausstellung, die früher im mittlerweile geschlossenen Maritim Museum untergebracht war.
- City Art Gallery, die städtische Galerie im Civic Centre mit Werken moderner Maler und englischer Klassiker wie Gainsborough und Reynolds.
- Hall of Aviation, ein Luftfahrtmuseum mit Wasserflugzeugen, U-Booten, Helikoptern sowie eine legendäre Spitfire, die vom einheimischen Konstrukteur R. J. Mitchell entworfen wurde
- Ocean Village ist ein moderner Yachthafen mit Restaurants.

## Bildung
Southampton besitzt zwei Universitäten: die Universität Southampton und die Southampton Solent University.

## Söhne und Töchter der Stadt
- Edward Abraham (1913–1999), Biochemiker
- Gary Abraham (* 1959), Schwimmer
- Darren Anderton (* 1972), Fußballspieler
- Caity Baser (* 2002), Popsängerin
- Mike Batt (* 1949), Musiker und Komponist
- Francis Benali (* 1968), Fußballspieler
- Teddy Billington (1882–1966), US-amerikanischer Radrennfahrer
- James Boulton (1910–1990), Autorennfahrer
- Jolyon Brettingham Smith (1949–2008), Komponist und Musiker
- Wayne Bridge (* 1980), Fußballspieler
- Oliver Bromby (* 1998), Leichtathlet
- Susan N. Brown (1937–2017), Mathematikerin und Hochschullehrerin
- John Burdett (* 1951), Schriftsteller und Jurist
- William Cantelo (* 1839), Erfinder und Unternehmer
- Laura Carmichael (* 1986), Schauspielerin
- Garry Chalk (* 1952), kanadischer Schauspieler
- Will Champion (* 1978), Schlagzeuger der Band Coldplay
- Martin Chivers (* 1945), Fußballspieler
- Levi Colwill (* 2003), Fußballspieler
- Richard Cosenz (1674–1735), englisch-russischer Schiffbauer
- Alex Danson (* 1985), Hockeyspielerin
- Craig David (* 1981), Musiker
- Emily Davies (1830–1921), Gründerin des Girton College
- Jonathan Dibben (* 1994), Radrennfahrer
- Charles Dibdin (1745–1814), Dichter
- Ted Drake (1912–1995), Fußballspieler und -trainer
- Norman Draper (1931–2022), Mathematiker
- Alan Fitzpatrick (* ?) Produzent und Techno-DJ
- Ken Garland (1929–2021), Grafikdesigner, Fotograf, Autor und Pädagoge
- Benny Glaser (* 1989), Pokerspieler
- Frank Groundsell (1889–1941), Komiker und Unterhaltungsmusiker
- Keith E. Gubbins (* 1937), Chemieingenieur und Physikochemiker
- Stephen Hammond (* 1962), Politiker (Conservative Party)
- Kevin Harbut (* 1973), Freestyle-Skier
- Gordon Hendy (1904–1964), Autorennfahrer
- Benny Hill (1924–1992), Komödiant
- Horace Lambert Alexander Hood (1870–1916), Admiral
- Glenn Longland (* 1955), Radrennfahrer
- Martin Hyman (1933–2021), Langstreckenläufer
- Bruce Irons (1924–1983), englisch-kanadischer Ingenieur
- John Jellicoe, 1. Earl Jellicoe (1859–1935), Admiral
- Allen Jones (* 1937), Künstler der Pop-Art
- Howard Jones (* 1955), Musiker
- Lukas Jutkiewicz (* 1989), polnisch-englischer Fußballspieler
- Danielle King (* 1990), Radrennfahrerin
- Jona Lewie (* 1947), Musiker
- Alan Mais, Baron Mais (1911–1993), Politiker, Lord Mayor of London
- Wally Masur (* 1963), australischer Tennisspieler
- Joseph May (* 1976), kanadischer Schauspieler und Synchronsprecher
- Joseph Merhi (* 1953), Filmregisseur und -produzent
- John Everett Millais (1829–1896), Maler
- Alan R. Moon (* 1951), Spieleautor
- Margaret Neville (1939–2025), Opernsängerin
- Iain Percy (* 1976), Segler und zweifacher Olympiasieger
- Peter Phillips (* 1953), britischer Chordirigent und Musikwissenschaftler
- Lucy Quinn (* 1993), irisch-englische Fußballspielerin
- Stanley Ridges (1890–1951), Bühnen-, Film- und Fernsehschauspieler
- Nick Rogers (* 1977), Regattasegler
- Danielle Rowe (* 1990), Radrennfahrerin
- Ken Russell (1927–2011), Regisseur
- Isabel Sharp (* 2005), Radsportlerin
- Martin Smith (1946–1997), Schlagzeuger
- Tony Soper (1929–2024), Autor, Rundfunkmacher und Naturforscher
- Rishi Sunak (* 1980), Premierminister des Vereinigten Königreichs
- Freddie Toomer (* 1992), Fußballspieler
- Helen Troke (* 1964), Badmintonspielerin
- Adela Verne (1877–1952), Komponistin, Pianistin und Musikpädagogin
- Alice Verne-Bredt (1868–1958), Komponistin, Pianistin und Musikpädagogin
- Mathilde Verne (1865–1936), Pianistin und Musikpädagogin
- Chris Wilkinson (* 1970), Tennisspieler
- Melanie Wilson (* 1984), Ruderin
- Pippa Wilson (* 1986), Regattaseglerin
- Clare Woods (* 1972), Malerin
- Mary Wurm (1860–1938), Pianistin, Komponistin und Musikpädagogin
- Alison Wyeth (* 1964), Mittel- und Langstreckenläuferin
- James Lucas Yeo (1782–1818), Marineoffizier
- James Zabiela (* 1979), DJ

## Städtepartnerschaften
- Rems-Murr-Kreis (Deutschland)
- Le Havre (Frankreich)
- Kalisz (Polen)
- Triest (Italien)
- Qingdao (Volksrepublik China)

## Klimatabelle
|                       | Jan  | Feb  | Mär  | Apr  | Mai  | Jun  | Jul  | Aug  | Sep  | Okt  | Nov  | Dez  |   |       |
| Mittl. Tagesmax. (°C) | 8,4  | 8,6  | 11,1 | 14,0 | 17,5 | 20,2 | 22,4 | 22,3 | 19,8 | 15,6 | 11,7 | 8,9  | ⌀ | 15,1  |
| Mittl. Tagesmin. (°C) | 2,9  | 2,6  | 4,1  | 5,7  | 9,0  | 11,7 | 13,7 | 13,7 | 11,4 | 8,9  | 5,4  | 3,2  | ⌀ | 7,7   |
|                       |      |      |      |      |      |      |      |      |      |      |      |      |   |       |
| Niederschlag (mm)     | 81,4 | 58,3 | 60,0 | 50,7 | 49,0 | 50,4 | 42,0 | 50,4 | 60,4 | 93,8 | 94,0 | 89,2 | Σ | 779,6 |
|                       |      |      |      |      |      |      |      |      |      |      |      |      |   |       |
| Regentage (d)         | 12,2 | 9,2  | 10,1 | 8,8  | 8,2  | 7,7  | 7,4  | 7,7  | 8,7  | 11,5 | 11,5 | 11,8 | Σ | 114,8 |

| 2,9 |

| 2,6 |

| 4,1 |

| 5,7 |

| 9,0 |

| 11,7 |

| 13,7 |

| 13,7 |

| 11,4 |

| 8,9 |

| 5,4 |

| 3,2 |

| 2,9 |

| 2,6 |

| 4,1 |

| 5,7 |

| 9,0 |

| 11,7 |

| 13,7 |

| 13,7 |

| 11,4 |

| 8,9 |

| 5,4 |

| 3,2 |